# Inmigración alemana en Colombia
La Inmigración Alemana en Colombia está integrada por los Germano-Colombianos (en alemán: Deutschkolumbianer), que son los alemanes emigrados a Colombia y los colombianos de ascendencia alemana. Es el tercer grupo de europeos más numeroso en el país después de los españoles e italianos.

## Historia

### Antecedentes

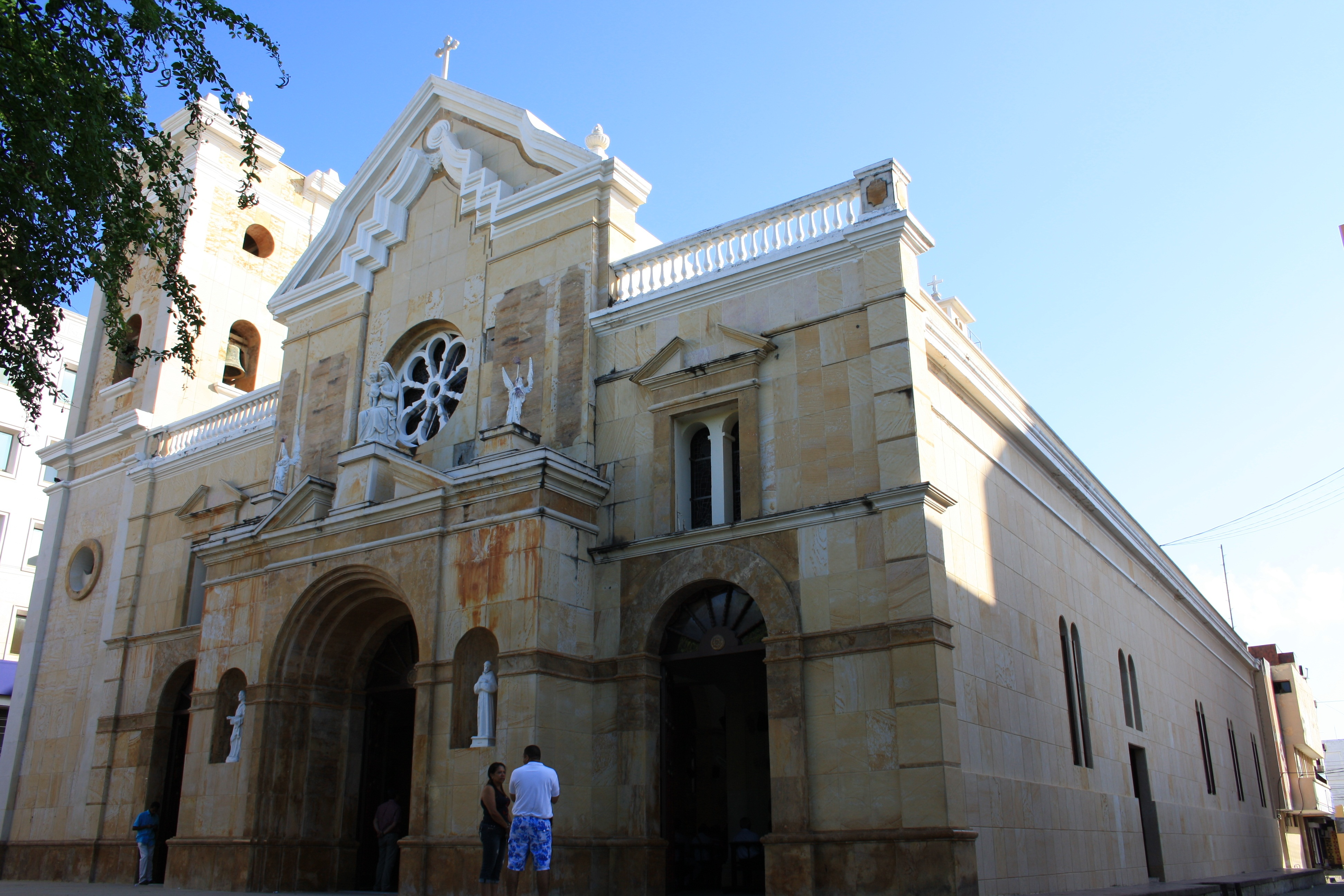
Catedral de la ciudad de Riohacha, Fundada por Federmann.

Durante la época de la conquista los primeros registros de inmigrantes alemanes fueron exploradores contratados por la Corona española para la conquista y reclamación del territorio americano como Ambrosio Alfinger, cuya familia poseía estrechos vínculos con la familia de banqueros Wesler. Esto le permitió vincularse con varios cargos de la monarquía siendo designado como factor de la casa de Sevilla logrando así permisos del rey Carlos I de España para la exploración y conquista de los territorios de las actuales Venezuela y Colombia debido a las deudas que tenía la monarquía con la familia de banqueros. En 1530 se convirtió en el primer conquistador en llegar a las tierras septentrionales sudamericanas de lo que actualmente son los departamentos de Cesar y Norte de Santander (en Colombia). Invadió el valle de Upar, encontrando bastante resistencia indígena, y llegó hasta la sabana de Los Caracoles, donde hoy se asienta Bucaramanga, a finales de 1532. Nicolás de Federman quien se dedicó a la exploración de La Guajira donde funda la población de nuestra señora de las nieves (actual ciudad de Riohacha), los llanos del Casanare y Meta para posteriormente ser el primer europeo en atravesar el páramo de Sumapaz.

### Klein-Venedig o Colonia Wesler

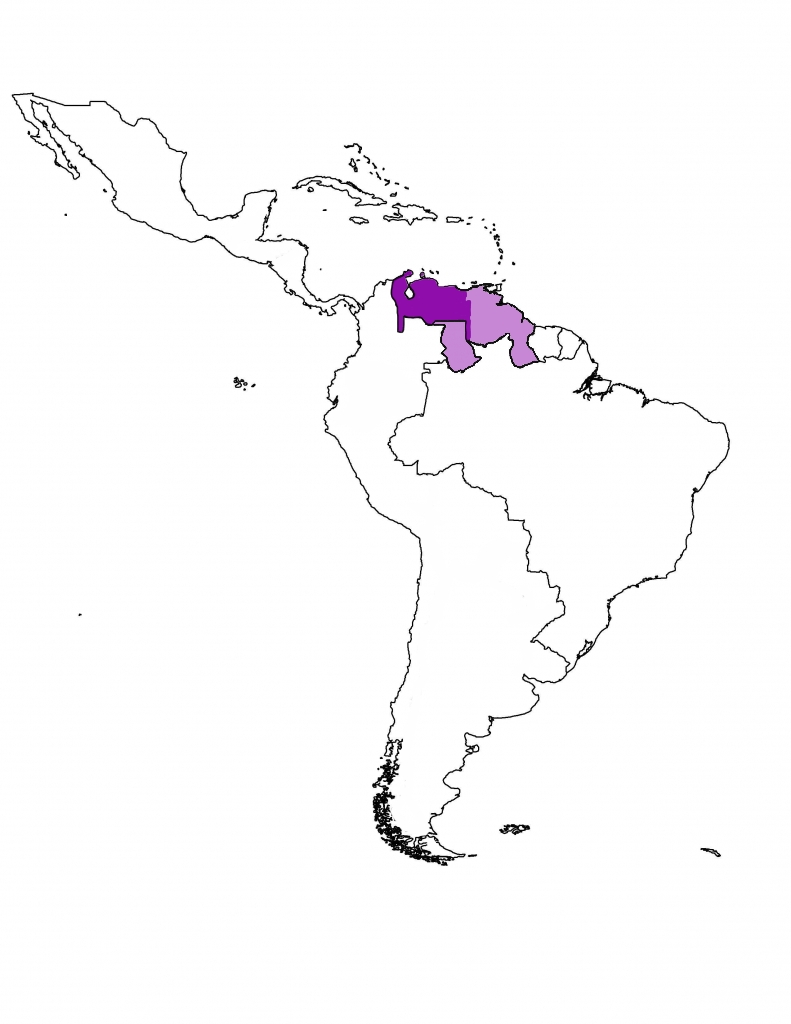
Territorios de la Colonia Wesler en Venezuela y Colombia.

Klein-Venedig o Colonia Wesler fue el nombre dado a una parte del territorio de las actuales Venezuela y Colombia, que les fue arrendado por Carlos I a la familia alemana de banqueros Welser desde 1528 hasta 1546 para su colonización a cambio de saldar algunas deudas contraídas por el monarca. Los Welser eran una familia patricia de las Ciudades Imperiales Libres de Augsburgo y Núremberg. Klein-Venedig representa el mayor esfuerzo de colonización alemana de América en el siglo XVI. La principal motivación fue la búsqueda de la legendaria ciudad de El Dorado. La empresa fue dirigida al principio por Ambrosio Alfinger.
Desde Coro, Alfinger exploró el interior en busca de la legendaria ciudad dorada de El Dorado. Alfinger contrajo malaria y decidió recuperarse en las comodidades relativamente civilizadas de la Española, por lo que entregó la autoridad temporal a Federmann el 30 de julio de 1530. A su regreso, Alfinger, con 40 caballos, 130 soldados y un número no contabilizado de aliados indígenas, partió de Coro el 1 de septiembre de 1531 en su segunda expedición al supuesto país del oro hacia el oeste. Cruzaron las montañas de Oca y Valledupar de la serranía del Perijá, avanzaron a lo largo del río Cesar y finalmente a la marisma de Zapatosa. Allí la expedición descansó unos tres meses, luego continuó hacia el sur, donde encontraron una fuerte resistencia de las tribus indígenas, por lo que giraron hacia el este, a lo largo del río Lebrija. Durante esta expedición se vieron obligados a comerse a sus caballos y perros y perdieron a la mayoría de sus aliados indígenas, muchos murieron de frío cuando cruzaron las montañas. Mientras se dirigían a casa, fueron atacados por los chitareros el 27 de mayo de 1533. Alfinger y el capitán Esteban Martín huyeron a un barranco bajo, donde fueron atrapados por los indígenas que les disparaban flechas; Alfinger recibió una flecha envenenada en el cuello. A pesar de las atenciones del padre agustino Vicente de Requejada, Ambrosio Alfinger murió el 31 de mayo de 1533 y fue enterrado bajo un árbol. Carlos I anunció en 1546 la terminación del "Contrato de Venezuela o Weserland".

### SigloXIX

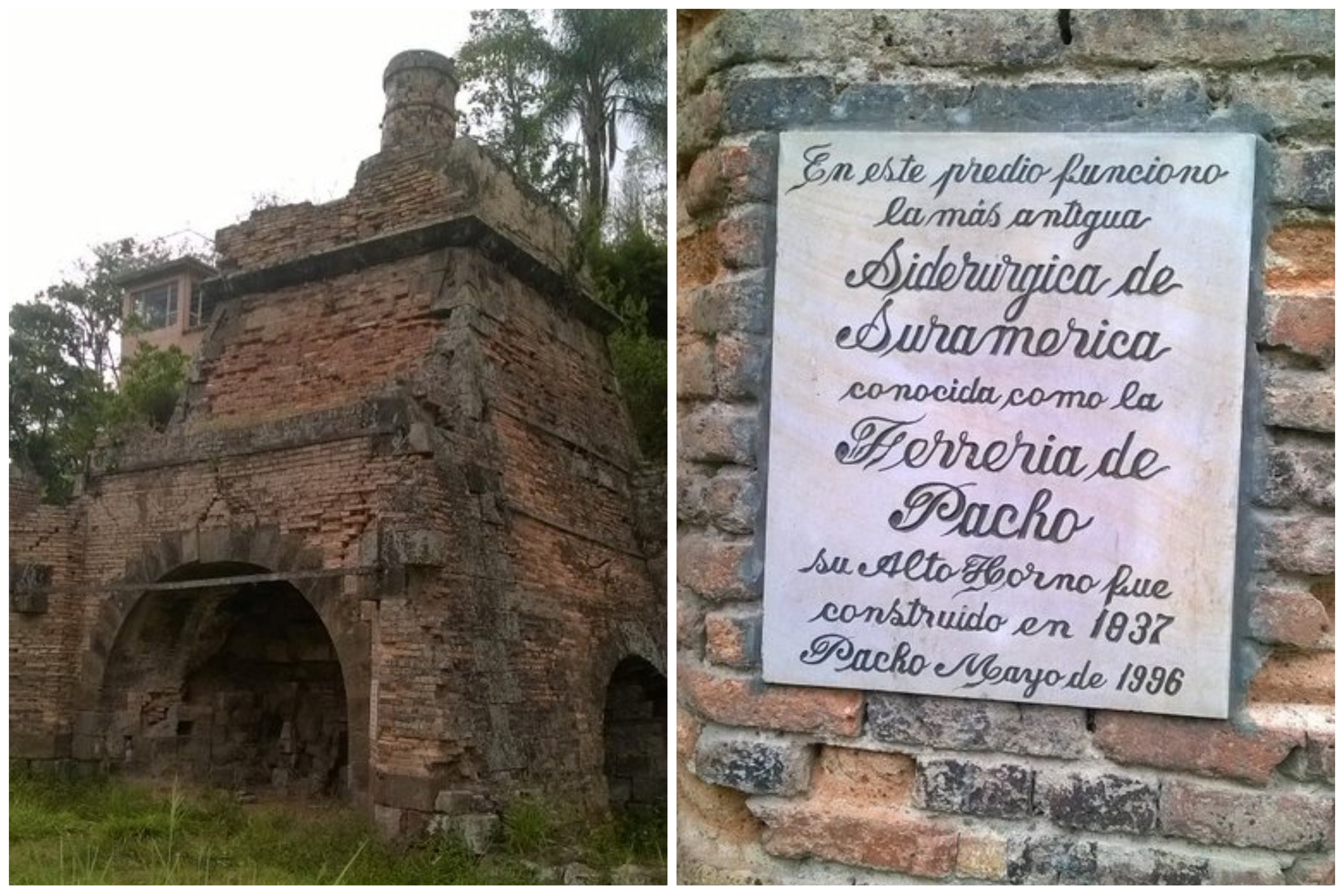
Restos del Alto Horno de la Siderúrgica de Pacho

A principios del siglo XIX se establecieron en la recién creada República de Colombia una serie de empresarios alemanes que impulsarían el primer intento de industrialización en el país como Bernardo Elbers, pionero en la navegación a vapor en el río Magdalena quien también daría gran apoyo económico a los ejércitos patriotas. El mineralogista Jacobo Wiesner en compañía de los ingenieros Carlos Greiffenstein, Reginaldo Paschke, Enrique Häusler (abuelo del escritor y candidato al premio nobel de literatura León de Greiff) y los hermanos Reginaldo y William Wolf fundaron la primera siderúrgica en Sudamérica, ubicada en el municipio de Pacho en Cundinamarca. Reginaldo Paschke y Reginaldo Wolf fundaron de igual manera la Compañía de Cerámica Antioqueña en 1881, que tras diferentes reformas Paschke y el colombiano Teodomiro Llano Botero transformarían en la Compañía Locería de la Cerámica Nacional, actual Corona (Colombia).
Al abrirse la factoría de tabaco del Carmen, en el Estado Soberano de Bolívar a mediado del siglo XIX, empresarios alemanes se dedicarían a la exportación de tabaco por medio del embarcadero de la hacienda Jesús del Monte a orillas del río Magdalena, pasado por Barranquilla y de ahí enviado el producto hacia el puerto de Bremen. Esta inmigración indirectamente hizo que se introdujera el clarinete a la región, instrumentó que jugó un papel fundamental en el surgimiento del ritmo conocido como "porro".
Una nueva migración se produjo a finales del siglo XIX, cuando comerciantes alemanes liderados por Geo von Lengerke se asentaron en el entonces Estado Soberano de Santander atraídos por el fructífero campo santandereano que les permitió crear emporios agrícolas basados en el tabaco y el café. De esta migración descienden figuras como Carlos Ardila Lülle, quien fue el fundador y dueño de la Organización Ardila Lülle, un grupo empresarial que incluye a RCN Televisión, RCN Radio y Postobón.
Muchos de estos migrantes abandonaron el país después de las revueltas nacionalistas de la Culebra de Pico de Oro, una sociedad de artesanos que recelaba la competencia de los comerciantes extranjeros en la región.

### SigloXX

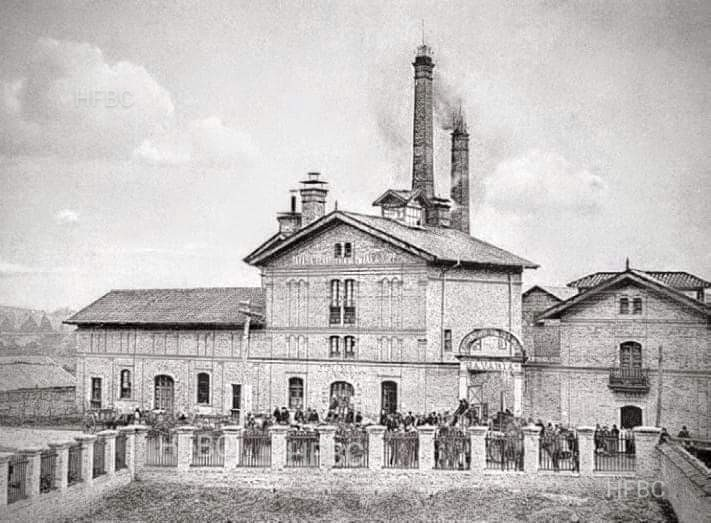
Cervecería Alemana Bavaria en Bogotá año 1908.

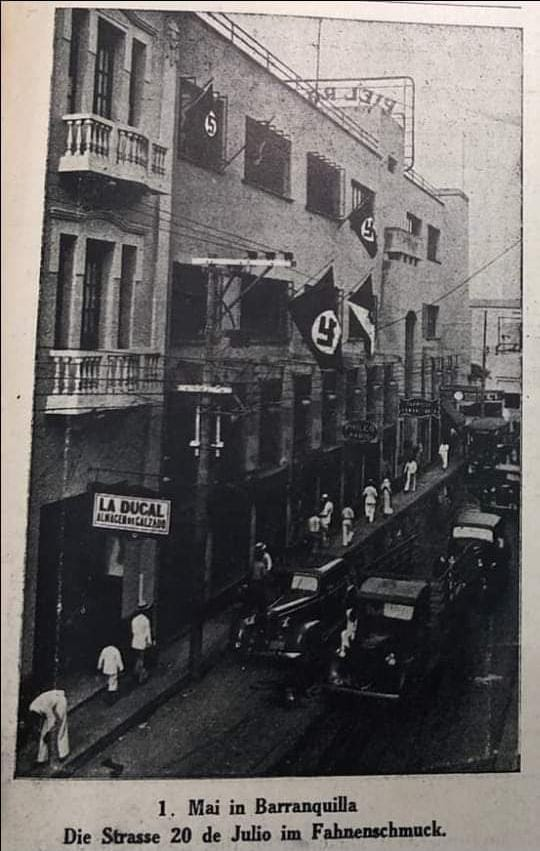
Banderas del Partido Nacionalsocialista Alemán en Barranquilla

El tiempo de mayor apogeo para la inmigración alemana en Colombia se da durante las primeras décadas del siglo XX, durante estos años los principales puntos de asentamiento de la población alemana fueron las ciudades de Bogotá y Barranquilla. Es en este siglo aumenta de manera exponencial la popularidad y ventas de la Cervecería Bavaria fundada en 1889 por los hermanos Emil y Leo Siegfried Kopp. En el año 1902 Carlos Bimberg funda la Cervecería Antioqueña Consolidada de especial popularidad en Antioquia y en 1914 Ricardo Goerke haría lo mismo en el Valle del Cauca, fundando la Cervecería de Cali. Durante el periodo de entre guerras transcurrido en Alemania y debido a la crisis económica que esta sufría miles de alemanes emigraron a Barranquilla buscando una mayor calidad de vida y prestigio que en su país natal. En 1912 se funda el primer colegio alemán de Colombia, el Colegio Alemán de Barranquilla, ese mismo año se crea en Bogotá el Cementerio Alemán de Bogotá. La Sociedad Colombo-Alemana de Transportes Aéreos (SCADTA), establecida por ciudadanos alemanes en 1919, fue la primera aerolínea comercial del Hemisferio. que posteriormente sería rebautizada como Avianca.
En 1940, se estima que en Colombia residían poco más de 5000 alemanes, de los que aproximadamente el 70 % eran judíos. Sin embargo muchos de aquellos que no practican la fe judía se vieron vinculados con el nazismo tras la ascensión de Adolf Hitler al poder en Alemania, siendo Emil Pruefert el principal líder del Partido Nacionalsocialista Obrero Alemán en Colombia, esto llevó a que el Estado colombiano confiscada sus propiedades y los recluyera en un hotel de Fusagasugá que sirvió como símil de un campo de concentración donde tanto alemanes, italianos y japoneses fueron recluidos. Esto ocasionó que muchos de ellos dejaran el país, aunque al mismo tiempo Colombia se convirtió en refugio de miles de judíos alemanes que huían de la persecución en Europa.
Según la embajada alemana, había 9 668 ciudadanos alemanes viviendo en Colombia en el 2011.

### SigloXXIy comunidades menonitas
Desde comienzos del siglo XXI tras el decrecimiento de la violencia y el conflicto armado en Colombia, la región de la Orinoquia colombiano ha empezado a experimentar el establecimiento de diversas colonias menonitas en el departamento del Meta, estos nuevos colonos proceden en su mayoría de las colonias menonitas de México y Estados Unidos, que han migrado a Colombia buscando climas menos áridos. Estas comunidades se dedican a la agricultura y a la comercialización de maquinaria para la misma, en su mayoría hablan plautdietsch y muy pocos castellano. Actualmente hay cuatro colonias menonitas en el Meta, Libiney, Las Piedras, Florida y Australia, que en conjunto suman aproximadamente 32 000 hectáreas y unas 130 familias menonitas.

#### Controversia y acaparamiento de tierras
Desde la llegada de los menonitas al departamento del Meta estos se han visto inmersos en controversias por la tenencia de las más de 32 000 hectáreas de tierra que conforman las cuatro colonias y que antes eran propiedad de actores armados como las Autodefensas Campesinas del Meta y Vichada o el narcotraficante Memo Fantasma y que son reclamadas históricamente por los indígenas Sikuani. De igual manera ha sido controvertido el precio que los colonos pagaron por la compra de la tierra, que es reconocido como menor al valor comercial, al igual que en otros países también han sido acusados de quemar bosque nativo para expandir sus tierras de cultivo.

## Aporte alemán en la cultura colombiana

### Música
Dentro de los principales aportes de la comunidad alemana a la música colombiana se encuentra la introducción al país del Acordeón instrumento de viento que ha sido ampliamente acogido en géneros musicales tradicionales colombianos como el vallenato en la costa Caribe o el joropo en los Llanos Orientales.

### Cerveza

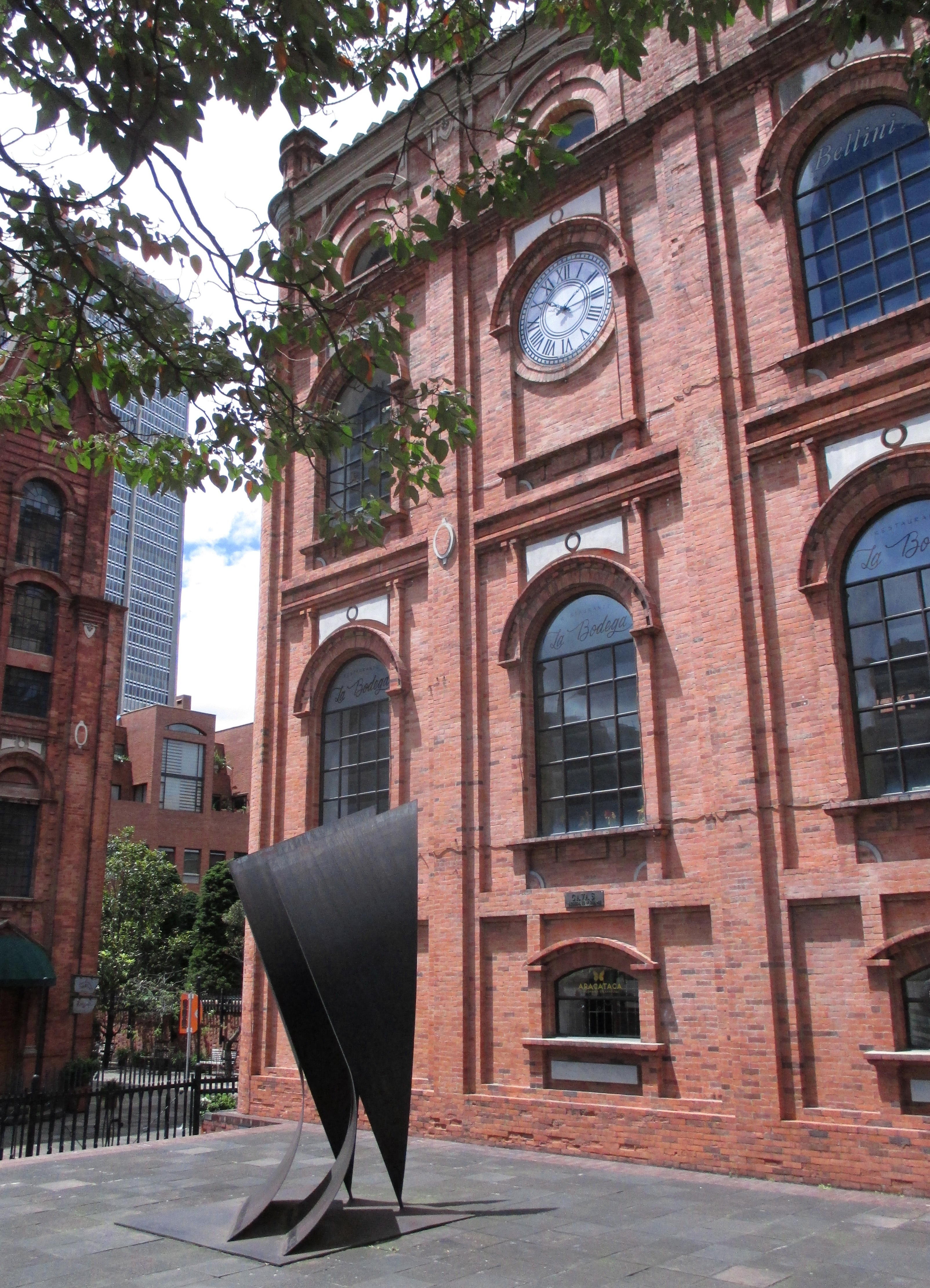
Antigua Fábrica Cervecera Bavaria, Hoy Parque Central Bavaria.

Tras la fundación de Bavaria y múltiples cerveceras alemanas en las principales ciudades de Colombia se empezó una campaña por el posicionamiento de la bebida en la sociedad de la época: dicho proceso llevó a una campaña en la actualidad tachada como racista y clasista hacia las bebidas fermentadas a base de maíz que eran por aquel entonces las favoritas de los colombianos. Esta estrategia llegó a su punto máximo cuando, tras los eventos ocurridos después del Bogotazo, el ministerio de salud de Colombia prohibió oficialmente la chicha y otras bebidas fermentadas, esta bebida no volvió a ser legal hasta el año 1991 para cuando la bebida alcohólica más consumida en Colombia ya era la cerveza alemana. De igual manera complejos industriales cerveceros como El Parque Central Bavaria, antigua fábrica de la compañía, fueron declarados Patrimonio Cultural de la Nación.

### Educación
Entre los aportes a la educación que han realizado los descendientes alemanes en Colombia, el más influyente fue:
- La fundación de los estudios de ciencias naturales en la Nueva Granada.[33]

De igual manera en Colombia existen 4 colegios alemanes apoyados por el gobierno del país teutón: 
- Colegio Andino en Bogotá
- Colegio Alemán de Barranquilla
- Colegio Alemán de Cali
- Colegio Alemán de Medellín

## Germano colombianos notables
Entre los germano colombianos destacados están:
- Aura Cristina Geithner, actriz
- León de Greiff Häusler Poeta y escritor, nominado al Premio Nobel de Literatura.[35]
- Cristina Pardo Schlesinger, política
- María Helena Doering, actriz
- Yaneth Waldman, actriz y presentadora
- Sandra Eichler, actriz
- Érika Krum, actriz
- Jennifer Steffens, actriz
- Pilar Schmitt, presentadora de televisión
- Nohra Puyana Bickenbach, política y periodista
- Jacquin Strouss Lucena, política
- Ambrosio Alfinger, explorador
- Carlos Ardila Lülle, ingeniero civil y empresario
- Carlos Lehder, exnarcotraficante
- Helmut Bellingrodt, deportista
- Hubert Bodhert, entrenador de fútbol
- Alejandro Brand, futbolista
- Juan Bernardo Elbers, pionero de la navegación en el Río Magdalena
- Nicolás Federmann, explorador
- Ernesto Guhl Nimtz, geógrafo
- Otto de Greiff, poeta
- Otto Greiffestein, presentador de televisión
- Rudolf Hommes, economista
- Werner Kämmerer, pionero de la aviación en Colombia
- Fritz W. Hammer, pionero de la aviación en Colombia
- Hellmuth von Krohn, pionero de la aviación en Colombia
- Wilhelm Schnurbusch, pionero de la aviación en Colombia
- Marino Klinger, futbolista
- Geo von Lengerke, explorador
- Carlos Lemos Simmonds, político
- Antonio Navarro Wolff, político
- Leopoldo Rother, arquitecto
- Justus W. Schottelius, naturalista
- Guillermo Wiedemann, escultor
- Marlene Hoffmann Arango, artista textil
- Agathon Wieczorek, Ingeniero Agrónomo
- Roberto Gerlein
- Justus Schottelius
- Ernest Guhl Nimtz
- Guillermo Hoenigsberg
- Hilda Strauss
- Jacobo Wiesner
- Reginaldo Paschke
- Enrique Haeusler
- Otto de Greiff Haeusler
- Reginaldo Wolff
- William Wolff
- Carlos Bimberg
- Ricardo Goerke
- Guillermo Schnurbusch
- Peter Paul von Bauer
- Alfred Hettner
- Emil Grosse
- Robert Scheibe-Vater
- Gerhard Masur
- Fritz Karsen
- Franz J. Mehr
- Juan Herkath
- Hermann Halberstädter
- Edwin Graus
- Federico Carlos Lehmann
- Enrique Corradine Wiesner
- Angerson Schneider (Pelicanger)